# Théophile-Jules Pelouze
Théophile-Jules Pelouze (Valognes, 1807. február 26. – Párizs, 1867. május 31.) francia vegyész, gyógyszerész.

## Életpályája
Eleinte gyógyszerész volt, majd 1827-ben Gay-Lussac mellett preparátor; 1830-ban Lille-ben, 1831-ben pedig a párizsi École polytechnique-ben és a Collège de France-ban a kémia tanára lett. Meghatározta - többek között - az arzén, a foszfor, a nitrogén, a szilícium atomsúlyát, továbbá felfedezte - többek között - a szulfociánsavat, a szalicint, a tannint és a cellulózt stb.

## Műve
Önálló műve: Traité de chimie générale (1847-1850)

## Emlékezete
- Egyike azon 72 tudósnak, akiknek neve szerepel az Eiffel-torony oldalán.
- A szülővárosában, Valognes-ban utcát neveztek el róla (rue Pelouze).